# Brousse (Puy-de-Dôme)
Brousse es una población y comuna de Francia, en la región de Auvernia, departamento de Puy-de-Dôme, distrito de Ambert y cantón de Cunhalt

## Geografía
Situada a las puertas del parque natural Regional del Livradois-Forez, Brousse es una pequeña población en el valle del Ailloux. La comuna comprende, además de le Bourg, le aldea de Montboissier, situada 3 km al sudoeste, y dominada por una importante cantera de basalto que actualmente está fuera de explotación. Asimismo la comuna incluye buen número de lieux-dits.

## Demografía
| 519 | 440 | 379 | 323 | 278 | 324 |
| Para los censos de 1962 a 1999 la población legal corresponde a la población sin duplicidades (Fuente: INSEE [Consultar]) |     |     |     |     |     |